# Джовани Соранцо
Джовани Соранцо (на италиански: Giovanni Soranzo) е петдесет и първи дож на Република Венеция от 1312 г до 1328 г.
С богат опит като дипломат и военен, Соранцо успява да маневрира добре във външната политика, избягвайки да въвлича Венеция в конфликти. По време на цялото му управление цари мир, търговията процъфтява и гражданите увеличават благосъстоянието си.
През лятото на 1328 г. Соранцо се разболява тежко и умира на 31 декември същата година. Погребан е в базиликата Сан Марко.

## Семейство
Джовани Соранцо е женен за Франчесина и има поне една дъщеря, омъжена за представител на рода Куерини, който за участието си в заговора на Баджамонте Тиеполо е изпратен в изгнание.